# Tonje Kjærgaard
Tonje Kjærgaard (* 11. Juni 1975 in Silkeborg) ist eine ehemalige dänische Handballspielerin.

## Karriere
Kjærgaard gab mit 17 Jahren ihr Debüt in der Damenmannschaft von Ikast-Bording EH, dem sie bis zu ihrem Karriereende 2004 treu blieb. In diesem Zeitraum feierte die Kreisläuferin eine Meisterschaft, drei nationale Pokalerfolge sowie drei europäische Pokalsiege. Am Anfang der Saison 2007/08 streifte sich Kjærgaard nochmals für sechs Spiele das Trikot von Ikast-Bording EH über, der verletzungsbedingt auf Isabel Blanco verzichten musste. Nach ihrer Karriere wurde sie Lehrerin; sie unterrichtet Biologie an einem Gymnasium in Ikast.
Kjærgaard bestritt 139 Länderspiele für die dänische Frauen-Handballnationalmannschaft, in denen sie 342 Treffer erzielte. Mit Dänemark gewann sie 1996 und 2000 die Goldmedaille bei den Olympischen Spielen, 1997 die Weltmeisterschaft sowie die Europameisterschaft 1994 und 1996.

### Erfolge
- dänischer Meister 1998
- dänischer Pokal 1999, 2000, 2001
- EHF-Pokal 2002
- Euro-City-Cup 1998
- EHF Champions Trophy 1998
- Goldmedaille bei den Olympischen Spielen 1996, 2000
- Weltmeisterschaft 1997
- Europameister 1994, 1996
- Vize-Europameister 1998
- Bronze bei der Weltmeisterschaft 1995
- In den Jahren 1998 und 1999 wurde sie zu Dänemarks Handballerin der Jahres gewählt.[7]